# Batalla de Malplaquet

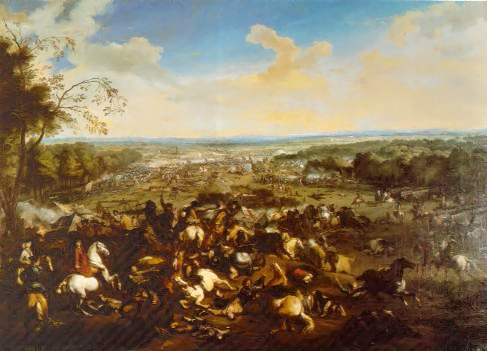
Representació pictòrica de la Batalla de Malplaquet

La batalla de Malplaquet es va lliurar l'11 de setembre del 1709 en el marc de la Guerra de Successió Espanyola, al sud de Mons, Països Baixos espanyols (al territori de l'actual ciutat de Taisnières-sur-Hon a França). Les forces comandades pel general John Churchill, 1r Duc de Marlborough i el príncep Eugeni de Savoia, majoritàriament austríaques i holandeses, es van enfrontar als francesos, comandats pel mariscal Villars. Tot i que l'exèrcit francès es va retirar, va infligir als seus enemics unes pèrdues quatre vegades superiors a les seves pròpies, i es va impedir la invasió de França.

## Context
La situació desesperada de França en el pla militar i econòmic, després de les derrotes i de set anys de guerra es veié accentuada per un declivi econòmic i un hivern rigorós on milers de francesos moriren. El poble desitjava la pau i una part de la Cort recolzava aquesta posició. Els termes preliminars van ser, però, rebutjats per Lluís XIV a causa de les condicions inacceptables imposades per la coalició. Al juny, el rei va fer una crida al seu poble, per instar-lo a un últim esforç per tal d'obtenir una pau honorable. El poble es va unir al seu monarca i s'escandalitzà pels termes proposats pels aliats. A les províncies, els intendents rivalitzaven en zel per proveir l'exèrcit. Molts joves s'involucraren i de vegades refusaren les primes d'allistament.
Abatut després de les derrotes de les batalles de Ramillies i Oudenaarde, l'exèrcit de Flandes retrobà l'esperança i la moral a través del seu comandant enèrgic, el mariscal Villars. Arribat a mitjans de març, Villars es dedicà a treballar per consolar els seus homes, millorar el subministrament i endegar la construcció d'una sèrie de línies defensives i de campaments retirats entre Douai i Saint-Venant.
Els aliats tractaven d'explotar l'avantatge obtingut l'any anterior, gràcies a la batalla d'Oudenaarde i a la captura de Lille. Per la seva banda, el francès tractaven tímidament de donar suport a Mons assetjada després de la caiguda prematura de Tournai a finals de juliol.

## Desenvolupament

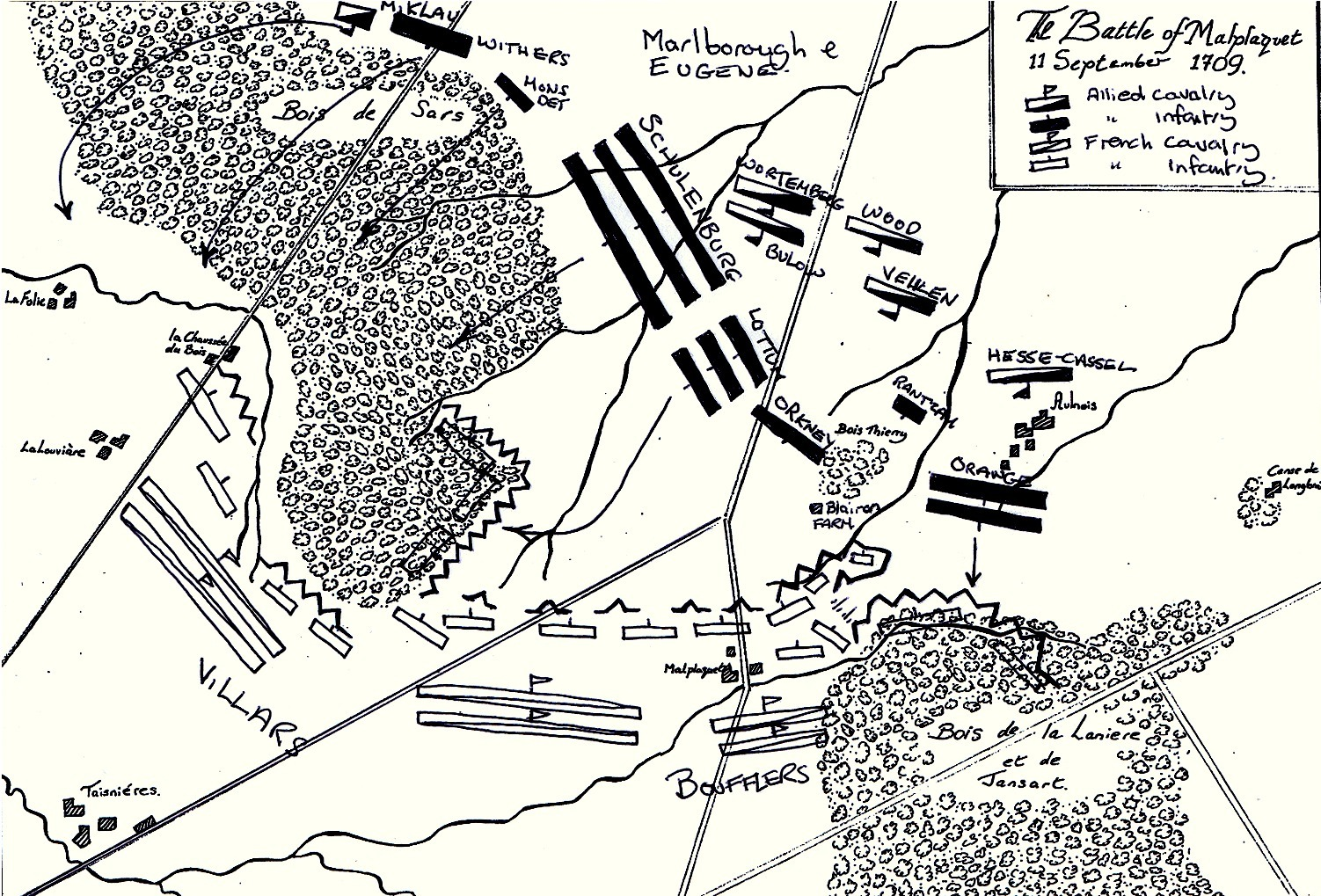

Les forces de la coalició, 86000 homes i 100 canons formades especialment per elements austríacs i holandesos comandades conjuntament pel Duc de Marlborough i el príncep Eugeni, s'enfrontaven a l'exèrcit franco-bavarès del mariscal Villars i  Boufflers, amb 75000 homes i 80 canons. Els dos exèrcits se situaren en posició, cara a cara, a l'abast dels canons. L'11 de setembre, a les nou del matí, Eugeni de Savoia, amb el suport del regiment prussià del comte von Finckenstein, inicià un atac contra l'ala esquerra francesa. Va aplegar 83 batallons i només en va deixar 30 davant l'ala dreta francesa, que en tenia 70. La idea principal d'aquest pla era forçar Villars a utilitzar les seves reserves i així afeblir el seu centre; però el mariscal francès, per contra, arrossegà la seva primera línia, esbossant un mig replegament.
A l'altra ala, els cuirassers del príncep Joan Guillem d'Orange carregaren una hora més tard, i amb grans pèrdues aconseguiren detenir els regiments del Duc de Boufflers.
Marlborough i el príncep Eugeni redoblaren el seu atac sobre l'ala esquerra dels francesos, aquesta vegada amb el suport del regiment del general Withers, i constrenyeren Villars a desguarnir el centre per contrarestar-los. Vers les 13 hores, el mariscal de Villars, ferit al genoll per una bala de mosquet, hagué de ser evacuat i confià tot el comandament al mariscal de Boufflers.
Quan la infanteria britànica comandada pel comte Hamilton, passà a l'atac contra l'afeblit centre enemic, es va endur tota la línia de sortints, i obligà els esquadrons de cavalleria de la Casa del Rei, comandats per François Guillaume Gibert de Lhène a fer front a la cavalleria del Príncep de Hessen-Cassel. El Mariscal Boufflers va prendre personalment el comandament del centre francès i va aconseguir repel·lir sis assalts enemics des dels sortints, però no els va poder reconquerir a causa del foc de cobertura dels fusellers britànics. Vers les tres del migdia, Boufflers s'adonà que no podia guanyar a costa del vessament de sang i s'estimà més d'ordenar la retirada.
Els aliats van patir unes pèrdues tan grans en els seus assalts successius (més de 21000 homes) que desistiren d'assetjar els francesos.

## Resultat
En el transcurs d'aquesta batalla, la més sagnant de la Guerra de Successió Espanyola, els aliats, que van perdre entre 20000 i 25000 homes, renunciaren a envair França. Els francesos només van perdre al voltant de 6000 hommes, i es replegaren ordenadament sobre Bavay i Valenciennes. Aquest resultat va atorgar a l'exèrcit francès un avantatge que permeté a França de continuar-se defensant fins a la victòria de Denain, negociar el Tractat d'Utrecht i acabar la guerra en una posició avantatjosa. Villars informà Lluís XIV en aquests termes : « Si Déu ens fa la gràcia de perdre fins i tot una batalla així, Sa Majestat pot comptar que els seus enemics són destruïts. »